# Adonis scrobiculata
Adonis scrobiculata är en ranunkelväxtart. Adonis scrobiculata ingår i släktet adonisar, och familjen ranunkelväxter.

## Underarter
Arten delas in i följande underarter:
- A. s. scrobiculata
- A. s. velutina